# Le Missionnaire (roman)
Pour les articles homonymes, voir Le Missionnaire.
Le Missionnaire est un roman de Jon Ferguson de 2005, traduit de l'américain par Patrick Moser aux Éditions Castagniééé.

## Résumé
Edgar, un jeune mormon californien, part en France pour le compte de l’Église de Jésus-Christ des saints des derniers jours. Sa mission : convertir le plus grand nombre de personnes. En France, Edgar découvre le Louvre, le café, la bière, les filles, tout un univers qui le fait aller à la rencontre de lui-même.